# Homatula oligolepis
Homatula oligolepis és una espècie de peix de la família dels balitòrids i de l'ordre dels cipriniformes.

## Morfologia
Fa 17,1 cm de llargària màxima.

## Hàbitat i distribució geogràfica
És un peix d'aigua dolça, demersal i de clima subtropical, el qual viu a la Xina: la conca del riu Xi Jiang a Yunnan.

## Observacions
És inofensiu per als humans.